# لئو اوکانل
لئو اوکانل (انگلیسی: Leo O'Connell; ۳۱ اوت ۱۸۸۳ – ۱۵ اوت ۱۹۳۴) بازیکن فوتبال اهل ایالات متحده آمریکا بود.
وی در بازی‌های المپیک تابستانی ۱۹۰۴ به مدال نقره دست پیدا کرده‌است.